# 太平洋垃圾帶
太平洋垃圾帶（直译：「大太平洋垃圾塊」），也稱為太平洋大垃圾渦流（Pacific trash vortex）和北太平洋垃圾帶（North Pacific Garbage Patch），是個位北太平洋中部的海洋垃圾帶 - 在海洋環流中聚集的海洋廢棄物區域。大致的位置是包含在西經135度線（135°W）至西經155度線（155°W）以及北緯35度線（35°N）至北緯42度線（42°N）之間。這些垃圾中的塑料和漂浮廢棄物均來自環太平洋地區（包括亞洲、北美洲和南美洲）的地區和國家。
雖然大眾普遍認為這片區域是個由漂浮垃圾聚集而成的巨型島嶼，但其低密度（每立方米4個顆粒（3.1個/立方碼））讓衛星影像，甚至是位於此地區的休閒海上旅遊者或是潛水員也未能察覺。因為此垃圾帶主要由懸浮在海洋上層中“指甲大小或更小”（通常非常微小）的顆粒組成，分佈廣泛，這些塑料顆粒被稱為微塑料。 荷蘭非營利性環境工程組織海洋清理的研究人員聲稱這塊垃圾帶截至2018年所覆蓋的範圍達到160萬平方公里（62萬平方英里），其中含有4.5-12.9萬噸（5.0-14.2萬短噸）的塑料。在2018年所做的同項研究發現，雖然微塑料的數目在這塊區域佔主導地位，但垃圾帶中有92%的質量是由尚未碎裂成微塑料的較大塑料組成。垃圾中的一些塑料（包括“塑料打火機、牙刷、水瓶、鋼筆、嬰兒奶瓶、手機、塑料袋和塑料粒”等物品）已在海中停留長達50多年的歷史。
研究顯示垃圾帶在迅速擴張中。據信自1945年起以“每10年增加10倍”的速度增長。對於環流中的每1磅浮游生物，相對的塑料重量大約是6磅。在大西洋上也發現有塊類似的漂浮塑料垃圾帶，稱為北大西洋垃圾帶。這類在大洋中不斷擴大的垃圾帶對海洋生態系統和物種會造成另類的環境破壞。

## 歷史
美國國家海洋暨大氣總署 (NOAA) 在1988年發表的論文中對此垃圾帶有描述。資料是根據1988年幾位在阿拉斯加州的科學人員對於棲息在北太平洋塑膠垃圾上的漂浮生物研究的結果。
研究人員發現在受洋流影響的地區中，海洋垃圾的聚集數量相對較高。根據在日本海的發現，研究人員外推在太平洋中其他地區會有類似的情況，在那裡穩定的水域中有盛行的洋流。研究人員特別指出的是北太平洋環流。
美國海洋學家及船長查爾斯·摩爾在1997年參加跨太平洋帆船賽後，穿越北太平洋環流帶回國時，聲稱遇到一大片漂浮的廢棄物。摩爾就此提醒海洋學家柯蒂斯·埃貝斯邁爾，後者稍晚將這塊地區稱為“東部垃圾帶”(Eastern Garbage Patch，EGP)。這塊地區經常作為海洋污染的特例而出現在媒體報導中。
由摩爾創立的阿嘉里塔海洋基金會（Algalita Marine Research and Education）在2008年贊助JUNK Raft Project（由廢棄飛機機身及塑膠瓶共同組成的戎克筏航海工具）完成跨太平洋航行，目的在向世人凸顯垃圾帶中的廢棄塑料問題。 
2009年，成立於美國加利福尼亞州的非營利組織海洋航行研究所（Ocean Voyages Institute）發動的海星計畫（Project Kaisei）派遣兩艘研究船：New Horizo號和海星號，開始對垃圾帶展開研究，並確定以商業規模收集和回收垃圾的可行性。 屬於聖地牙哥加利福尼亞大學的斯克里普斯海洋研究所在2009年執行的SEAPLEX海上計畫（由斯克里普斯海洋研究所/海星計畫做部分贊助）同樣是針對此垃圾帶做研究。研究人員也研究塑膠對中層帶（也被稱作中層浮游區）的魚類（如燈籠魚科）所產生的影響。
海洋航行研究所延續在2009年的SEAPLEX海上計畫的成果，在2010年進行環流中為期30天的考察，並在當地測試原始模型的清理垃圾專用設備。
海洋航行研究所在2012年7月/8月再度進行一次，從舊金山到北太平洋環流北部，東面邊界的航行（最終抵達列治文（英屬哥倫比亞省）），在回舊金山途中再度勘查環流。這次海上航行的重點是調查2011年日本東北地方太平洋近海地震後源自日本的海洋廢棄物漂流範圍。

## 塑料來源
一篇於2015年發表在《科學 (期刊)》上的研究報告，探討這些垃圾的確切來源。據研究人員稱，這些被丟棄的塑料和其他廢棄物源自6個主要亞洲國家，然後往東飄移：中國、印尼、菲律賓、越南、斯里蘭卡和泰國。研究使用截至2010年的數據，顯示當時的中國在全球海洋塑料污染的佔比約為30%。 海洋保護協會在2017年的報告中稱，中國、印尼、菲律賓、泰國和越南5國往海中傾倒的塑料比所有其他國家的加總還要多。各個組織如海岸保護協會、世界地球日和世界清潔日均採取措施以減緩陸地產生的垃圾，和隨之導致的海洋垃圾積累。
據《國家地理》的報導，“據估計，海洋中80%的塑料廢棄物來自陸地，其餘的20%則由船舶和其他海洋來源所拋棄。但百分比會因地區而異。在2018年所做的一項研究發現，太平洋垃圾帶物質中近一半是合成塑料漁網，主要是由於洋流動力和在太平洋捕魚活動增加的結果。:abs

## 形成

北太平洋垃圾帶在全球海洋中的位置圖。

這個垃圾帶是由於洋流逐步把海洋污染物（稱為ocean pollution，或是marine pollution）聚集而形成。由副熱帶高壓帶（英文稱為horse latitudes（馬維度））的北太平洋環流攜帶，而佔有北太平洋中相對靜止的區域。漩渦式水流從整個北太平洋中（包括北美和日本的沿海水域）吸收海上廢棄物。當洋流將這些物質捕獲時，由風力驅動的表面水流逐漸把廢棄物移往中心，然後困在那兒。
一項在2014年所做的研究，在全球海洋中1,571個點採樣，發現拋棄的漁具（例如浮標、釣線和漁網）佔塑料海洋垃圾質量中的60%以上。美國國家環境保護局（EPA）在2011年發表的報告稱，“海洋垃圾的主要來源是垃圾和製造物（包括塑料）的廢物處置或是管理不當（例如亂扔垃圾、非法傾倒）所造成......這些廢棄物來自小港口、港口、河流、港灣、碼頭和雨雪水渠。也來自海上的漁船、石油平台和貨輪。組成物的尺寸從數英里長的廢棄漁網到化妝品和擦洗清潔劑中所包含的微塑料。 
運用電腦模型預測，一片來自美國西海岸的廢棄物會漂流到亞洲，並在6年內又漂返美國；來自亞洲東海岸的廢棄物會在1年（或更短時間）內到達美國。雖然微塑料的件數佔估計1.8兆件的94%，但僅佔塑料總重量7.9萬公噸（8.7萬短噸）中的8%，其餘大部分是來自漁業活動的廢棄物。
一項在2017年所做的研究，結論是世界上從1950年起共生產的91億公噸（100億短噸）塑料中，有近70億公噸（77億短噸）已不再使用。研究人員估計其中僅有9%被回收，12%被焚燒，剩下的55億公噸（61億短噸）則棄置到海洋中和陸地上。

## 面積估計
這片垃圾帶的面積很難確定，因為很少見到大件物品碎片，其精確分佈模式也難以確定。大多數廢棄物由懸浮在水面上或處於水面下方的小塑料顆粒組成，飛機或衛星難以偵測，因而只能透過抽樣做估計。由此估計而得的面積為1,600,000平方公里（620,000平方英里）（大約是德克薩斯州的2倍，或是法國的3倍）。但鑑於抽樣的複雜性，以及需要與其他領域評估作比較，所謂的估計僅為推測性質。此外，雖然垃圾帶的面積是經由遠洋廢棄物集中度較正常值為高而決定，但在估計時並無標準來確定污染物的“正常”和“升高”水準之間的界限。
直接觀察的結果會比利用撒網捕撈廢棄物的調查方式來得主觀，但在抽樣的區域方面會受到限制（如撒網覆蓋的面積），並且通常抽樣船必須放慢速度來下網，會耗費時間。能採得的塑料碎片由網目尺寸決定，使用相似的網目抽樣才能進行有意義的比較。通常使用的抽樣網稱為漂浮生物網（或稱為鬼蝠魟拖網），網眼的尺寸為0.33毫米。鑑於海洋垃圾的聚集模式非常複雜，需要經過多次的網拖抽樣才能充分描述這些垃圾的平均豐度。由於使用海面採樣網，而得到這類微細塑料垃圾的長期變化趨勢：在北太平洋亞熱帶環流中，1999年的塑料豐度為每平方公里335,000件（870,000件/平方英里）和每平方公里5.1公斤（29磅/平方英里），大約比1980年代收集的樣本大一個數量級。據報在日本外海的塑料廢棄物也出現類似的急劇增加現象。然而在解釋這些發現時必須持謹慎態度，因為存有極端的空間異質性問題，並需要比較來自等效水團的樣本，也就是說，如果每隔一周對同一水團進行檢查，就可觀察到塑料集中度的數量級變化。——Ryan等

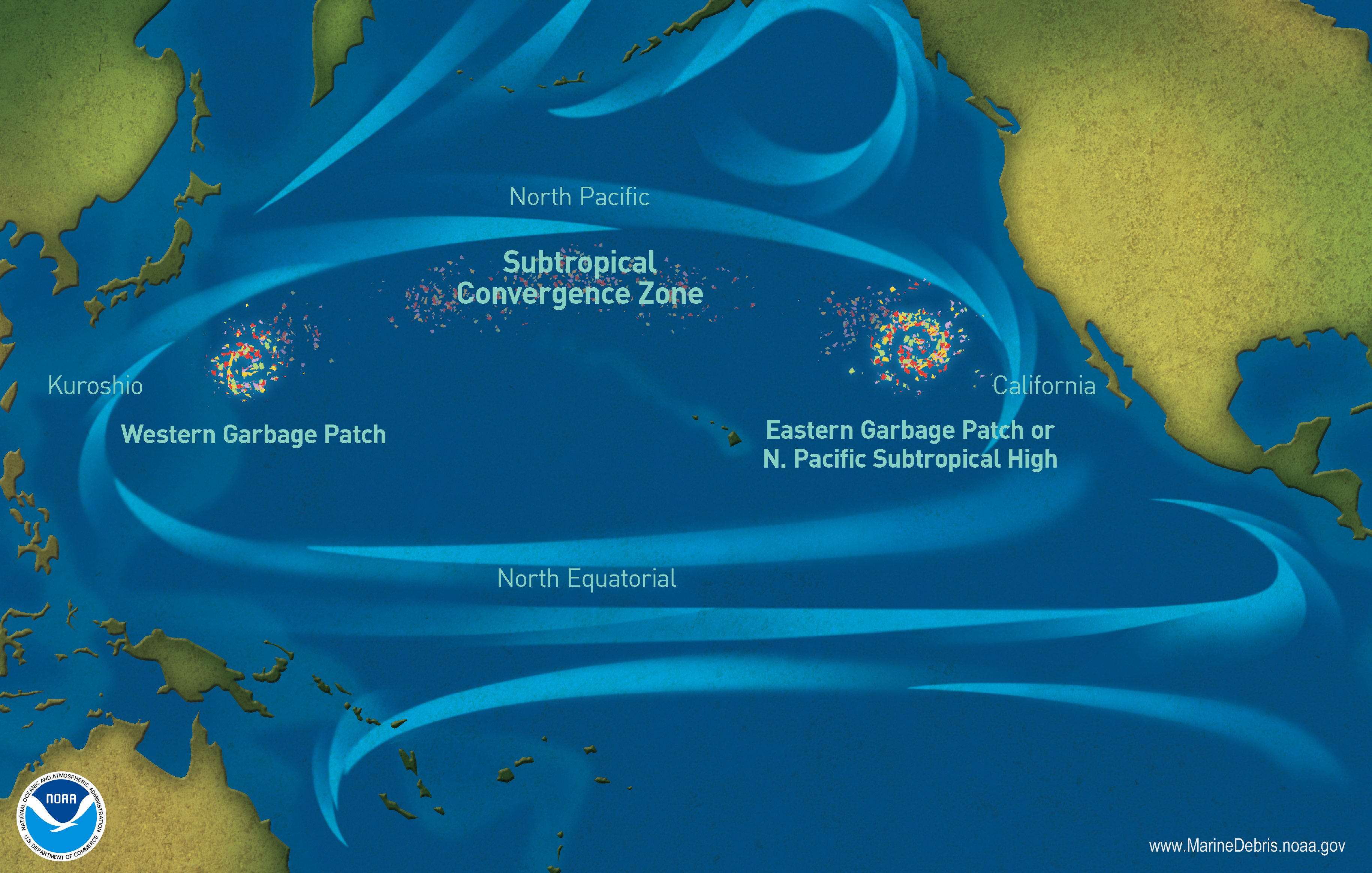
太平洋環流創造出三個垃圾"島嶼"。

斯克里普斯海洋研究所/海星計畫共同贊助的SEAPLEX環流勘測，在2009年8月執行的任務中，發現在沿1,700英里（2,700公里）路徑上，位於環流垃圾帶的不同深度和以不同網目尺寸採集到的100個連續樣本中均有塑膠廢棄物。調查發現垃圾帶中有大塊廢棄物，但總體上是由更小的碎片組成，越接近環流中心，集中度越高，而這些在表面下方可見的“彩色紙屑狀”殘片顯示實際受影響的區域可能要小得多。在2009年從太平洋信天翁種群收集到的數據，顯示有兩個截然不同的廢棄物區域。
海洋清理在2018年3月發表一篇論文，總結他們在Mega- (2015年) 和Aerial Expedition (2016年) 兩次海上考察中的發現。這個組織在2015年派出30艘船穿越太平洋垃圾帶，除目視觀察外，也下網652次以採集樣本，總共收集到120萬件，並將之清點及依尺寸歸類分級。為觀察更大但更稀有的廢棄物，這個組織還在2016年派遣一架配備光學雷達的C-130運輸機飛越垃圾帶的上空。兩次考察的結果發現此垃圾帶覆蓋160萬平方公里（62萬平方英里），集中度為每平方公里10-100公斤（57-571磅/平方英里）。他們估計垃圾帶中包含有80,000公噸（88,000短噸），數目達到1.8兆塑料碎片，其中92%的物體質量大於0.5厘米（3⁄16英寸）。
NOAA表示：
雖然媒體常用到“太平洋垃圾帶”這個名詞，但並未準確描述這片位於北太平洋上的海洋廢棄物問題。這個名稱讓許多人相信整個區域充斥一大片連續不斷，容易看到的垃圾（如瓶子和其他垃圾）- 就像個真正的垃圾島，可透過衛星或航拍照片清楚顯示，但實際狀況不是如此。——海洋實況， 美國國家海洋局
在2001年所做的一項調查，研究人員發現漂浮的塑料顆粒集中度為每平方公里334,721個（866,920個/平方英里），中位數質量為每平方公里5.1公斤（29磅/平方英里）。在許多採樣區，塑料的集中度是浮游動物的7倍。在水柱深處採集的樣本，其塑料顆粒的集中度要低得多（主要是破損的{單股釣魚線）。

## 廢棄物清除
海洋航行研究所於2009年首度從事的海星計畫清理行動中，共清除超過5短噸（4.5噸）的塑料，同時也就不同清理設備的原始型號做測試。
非營利組織五大環流研究所、阿嘉里塔海洋基金會和其他幾個機構（包括NOAA、斯克里普斯海洋研究所、IPRC News和伍茲霍爾海洋研究所）所從事的阿嘉里塔海洋基金會/5 Gyres亞太行動於2012年5月1日開始在馬紹爾群島收集樣本。海洋教育協會(SEA) 於2012年在環流中進行研究考察，共進行118次網拖，採得近70,000件塑料。
研究人員Goldstein、Rosenberg和Cheng在2012年發現環流中的微塑料濃度在過去40年中增加兩個數量級。
來自羅馬的藝術家Maria Cristina Finucci於2013年4月11日在巴黎，於聯合國教科文組織總幹事伊琳娜·博科娃在場時宣布創立垃圾帶之國的跨媒體說故事傳播計畫。
第一個廢棄物收集系統於2018年9月9日在環流中部署，開始執行收集作業。海洋清理項目將其“海洋清理系統001”由舊金山拖到大約240海裡（440公里；280英里）之外的試驗地點。這項初始試驗共運作4個月，提供相關寶貴信息以供團隊設計出下一世代的“海洋清理系統001/B”。
海洋航行研究所在2019年從事為期25天的行動中，創造一項最大規模清理的記錄，清除超過40公噸（44短噸）的塑料。
海洋航行研究所在2020年共進行2次清理行動，再次創造新的清理記錄，清除170短噸（150噸；340,000磅）塑料。第一次為期45天，清除103短噸（93噸；206,000磅）的塑料，第二次清除67短噸（61噸）的塑料。 
海洋清理項目於2021年（運作期間2021年7月到10月14日）使用“海洋清理系統002”收集63,182磅（28,659公斤；31.591短噸；28.659噸）塑料。
研究者於2022年在此垃圾帶內發現一個繁榮的生態系統，顯示清理此處的垃圾可能會對此塑料生物圈有不利的`影響。
海洋清理項目於2022年宣布他們使用“海洋清理系統002”，已創下首批清除100,000公斤（220,000磅；100噸；110短噸）塑料的里程碑，並宣布他們將改用“海洋清理系統03”，據稱其效率是前身002的10倍。
海洋航行研究所在2022夏季共進行2次清理行動，共移除148短噸（134公噸；296,000磅）塑料，包括幽靈漁網、消費品和混合塑料廢棄物。

## 外部連結
- Pacific Garbage Patch – Smithsonian Ocean Portal （页面存档备份，存于）
- "Plastic Surf" The Unhealthful Afterlife of Toys and Packaging: Small remnants of toys, bottles and packaging persist in the ocean, harming marine life and possibly even us （页面存档备份，存于） by Jennifer Ackerman, Scientific American August 2010

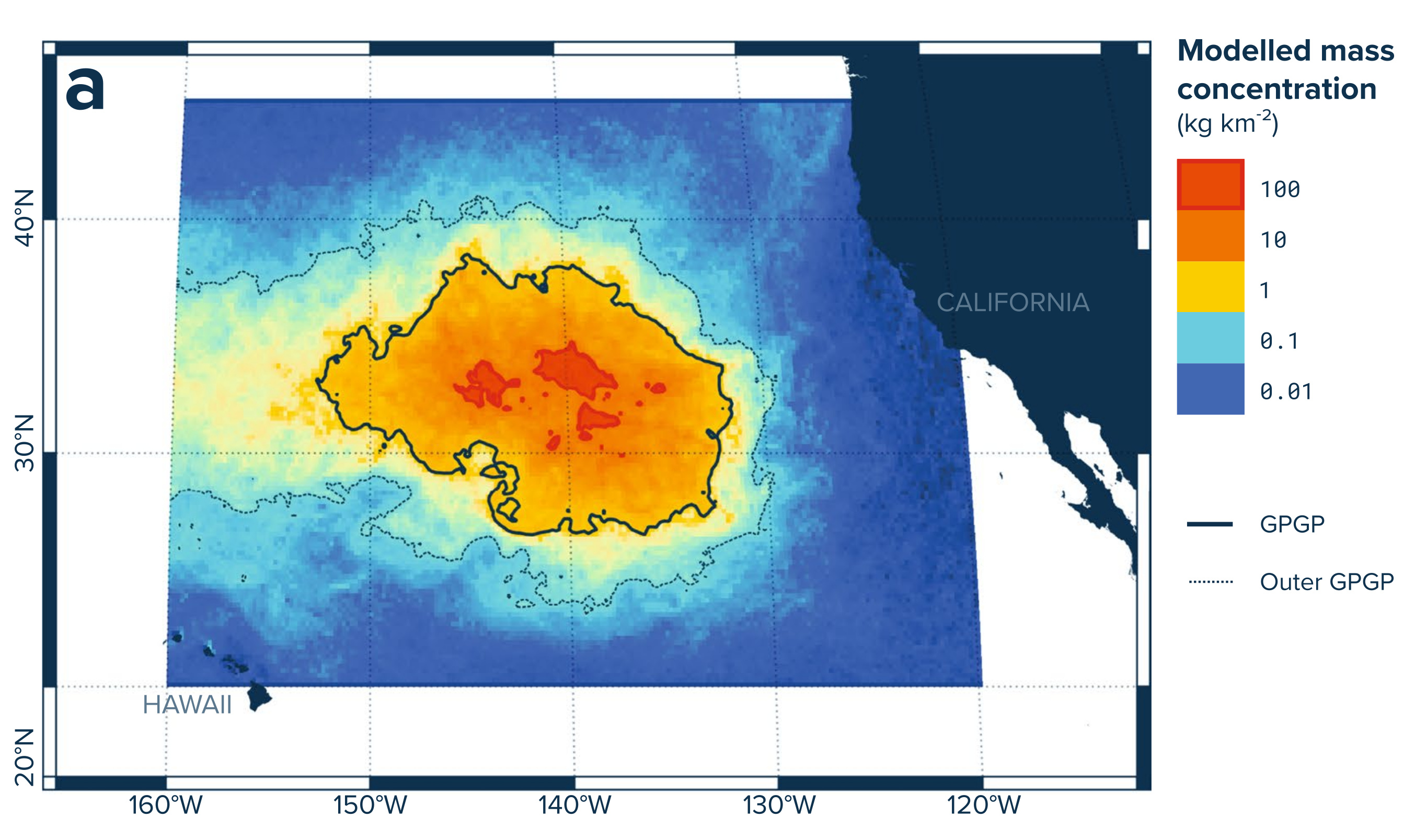
太平洋垃圾帶（2017年）。

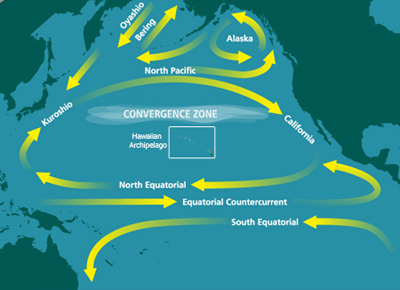
由環流於北太平洋副熱帶輻合區所造成的垃圾帶。

- Plastic Paradise Movie – independent documentary by Angela Sun uncovering the mystery of the Great Pacific Garbage Patch known as the Plastic Paradise （页面存档备份，存于）
- The source of the garbage patches （页面存档备份，存于）, pictures
- Irish Examiner article （页面存档备份，存于）
- A Chronology of the Formation and Growth of The Great Pacific Garbage Patch
- YouTube上的Mega Expedition Departs Honolulu
- YouTube上的Midway, a plastic island
- Climate change, meet your apocalyptic twin: oceans poisoned by plastic （页面存档备份，存于）. Public Radio International. 2016-12-13
- By 2050, the oceans could have more plastic than fish （页面存档备份，存于）. Business Insider. 2017-01-27.
- The Ocean Cleanup. .   [2018-10-21]. （原始内容存档于2023-06-07）.
- Dunning, Brian. . Skeptoid. 2008-12-16.
- .   [2023-04-15]. （原始内容存档于2023-01-14）.

38°N 145°W / 38°N 145°W